# 紹沃角

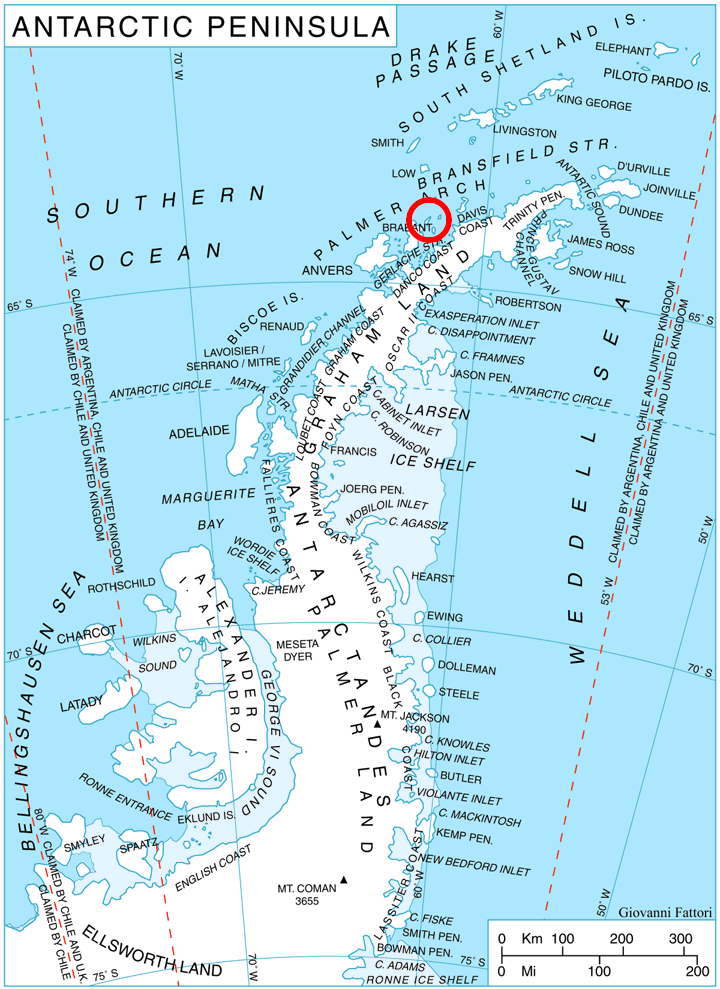

64°5′S 62°2′W / 64.083°S 62.033°W
紹沃角（英語：Chauveau Point）是南極洲的海岬，位於帕默群島的列日島西南端，處於茲洛戈什海峽北岸，由讓-巴蒂斯特·夏古率領的法國探險隊繪入地圖，現時由南極條約體系管理。